# Stretton-on-Dunsmore
Stretton-on-Dunsmore est un village et une paroisse civile du Warwickshire, en Angleterre. Administrativement, il dépend du borough de Rugby.
Sa population lors du recensement de 2001 était de 1 143 habitants, en légère hausse pour atteindre 1 159 lors du recensement de 2011. Au 19ème siècle, la population était de 634 habitants. Le village est situé juste au sud de la route A45, à peu près à mi-chemin entre Rugby et Coventry. Stretton signifie « établissement sur une voie romaine » (du vieil anglais stræt et tun). Dans ce cas, la route est Fosse Way. Ce site est mentionné dans le Domesday Book.

## Histoire

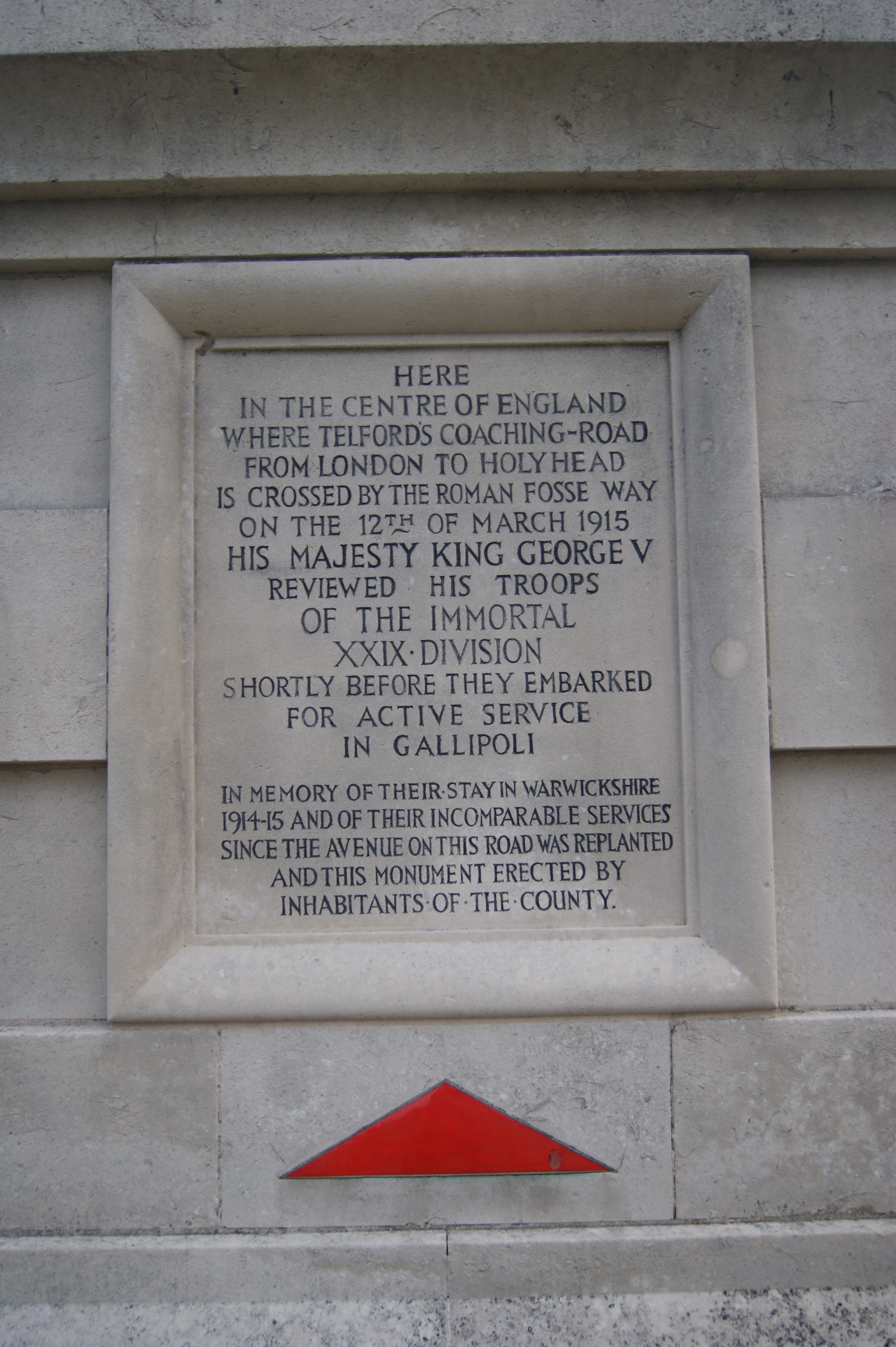
Monument de la 29e division.

Sous le règne de Guillaume le Conquérant, le manoir de Stretton-on-Dunsmore appartenait à Roger de Montgomery. Sa superficie était de cinq hides et comprenait un moulin appelé Purmulne, plus tard appelé Pirrey Mill, qui fut donné aux moines de l'abbaye de Coombe par Robert de Chetwolde. Le titre de seigneur du manoir de Stretton-on-Dunsmore est un ancien titre normand datant de 1086. Sous le règne d'Édouard Ier, le manoir fut vendu par Thomas Garshale à Robert de Herig, qui le vendit peu après à Henry de Hastings pour 30 marks d'argent, une paire de gants blancs ou 1 penny payé annuellement à Pâques.
Il fut ensuite détenu par la famille Bray et puis par mariage avec Henry Starkey qui le vendit à Lady Longvile. En 1620, il fut acheté par Richard Taylor de Binley. Le titre actuel, reconnu par la loi en vertu du Law of Property Act 1925, est détenu par Niel Morley : Lord of Stretton-on-Dunsmore. En 1915, le roi George V passa en revue les troupes de la 29e division sur London Road (aujourd'hui l'A45) juste au nord du village avant de les envoyer à Gallipoli. Un grand obélisque en pierre de Portland sur un rond-point de l'A45 commémore l'événement.

## L'église paroissiale
L'église paroissiale de Tous les Saints contenait autrefois une Chantry chapel fondée par Thomas de Wolvardynton, curé de Lobenham dans le Leicestershire. Il "a légué de l'argent pour que deux prêtres chantent quotidiennement la messe à l'autel de Saint Thomas le Martyr pour ses biens et ceux du comte de Huntington". Édouard III accorda aux fondateurs de la chapellenie « quatre acres de prairies, trois acres de bois et 20 livres de loyer par an ». Sous le règne de Richard II, une licence fut accordée à Robert de Stretton, alors évêque de Coventry et Lichfield, pour des terres et des loyers afin qu'« un prêtre chante quotidiennement la messe dans la chapelle pour le bien du roi et pour la santé de son âme lorsqu'il devrait quitter cette vie et pour l'âme du père et du grand-père du roi. On pense que l'évêque tire son nom de Stretton, ayant d'abord été chanoine de Lichfield et aumônier du prince noir, le père de Richard II.

## Personnalités liées à la commune
- Le réformateur du drainage des terres * Joseph Elkington (en)  a été baptisé à Stretton en 1740 et a cultivé des terres à proximité[5].
- Les parents de Frank Whittle vivaient à « Lyndale », sur Rugby Lane à partir de 1961, et s'étaient mariés en août 1905. Leur fils a déménagé aux États-Unis en 1955[6]. M. Moses Whittle est décédé en juillet 1965, lors des funérailles à l'église All Saints[7]. Sa mère est née le 23 août 1882. En 1970, Frank Whittle vivait à Chagford, dans le Devon. Sa mère a volé pour la première fois à bord d'un avion en août 1970, à l'âge de 88 ans, de Birmingham à Guernesey. Elle a eu cinq enfants, Frank Whittle étant l'aîné. Elle a eu neuf petits-enfants et onze arrière-petits-enfants[8]. Elle est décédée à l'âge de 94 ans en janvier 1977. Sa fille était Catherine Frapwell, qui vivait à Coventry. Le moteur à réaction, invention de Franck Whittle, a été rendu public le 7 janvier 1944[9].

## Galerie

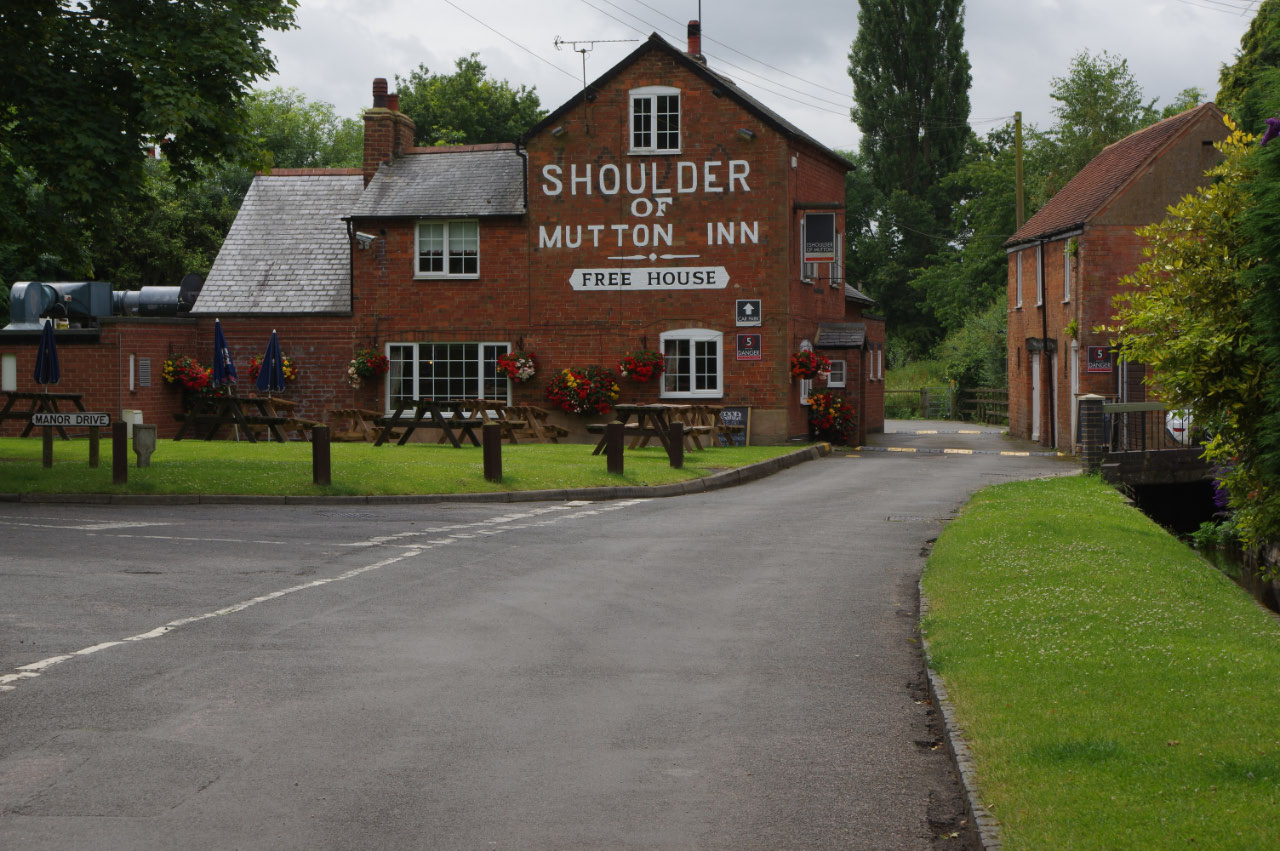
The Shoulder of Mutton.
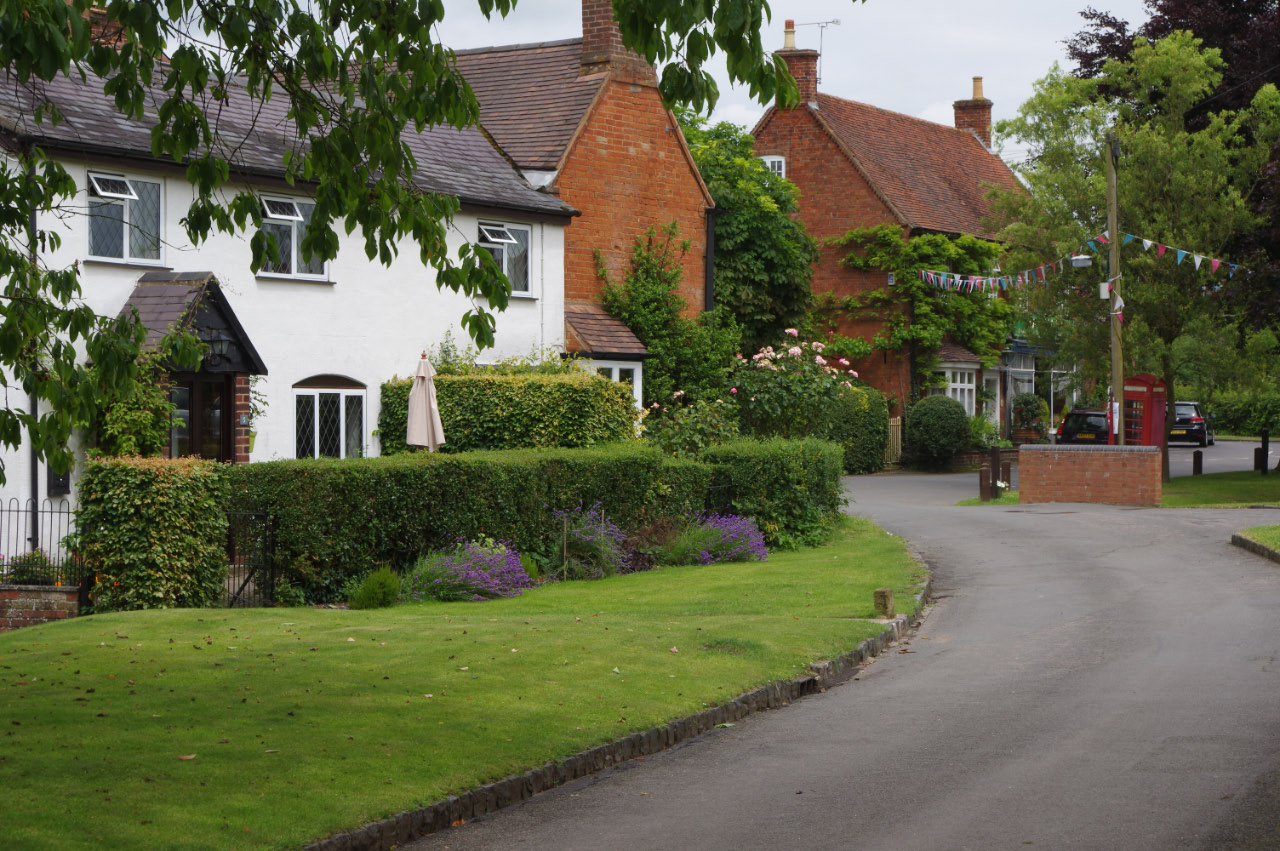
Vue du village.
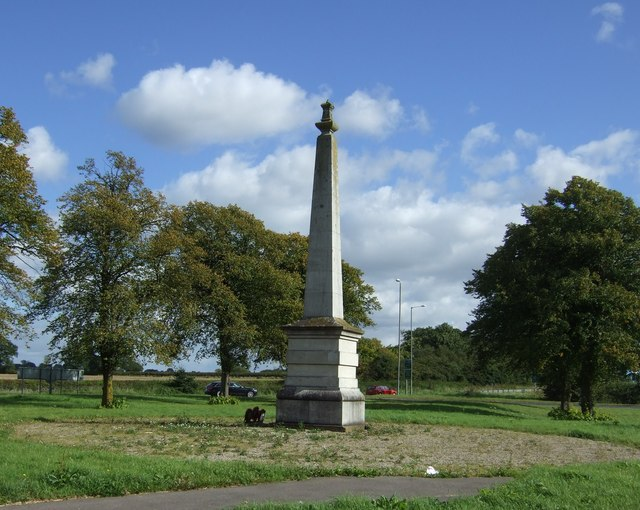
Monument aux morts.

## Bibliograpgie
- Stretton on Dunsmore: The Making of a Warwickshire Village. (2000). Stretton Millennium History Group.  (ISBN 0-9537462-0-8). 167pp.
- Allen, Geoff, (2000) Warwickshire Towns & Villages,  (ISBN 1-85058-642-X)